# Acronicta xylinoides
Acronicta xylinoides là một loài bướm đêm trong họ Noctuidae.